# Elsa Fryklund
Elsa Fryklund, född 3 december 1997 i Stockholm, är en svensk musikalartist, röstskådespelare och översättare. Hon har bland annat gjort svenska rösten till Nimona i den Oscarsnominerade långfilmen Nimona (2023).
Fryklund är utbildad musikalartist vid Högskolan för Scen och Musik i Göteborg 2016-2019, samt vid Stockholms Universitet där hon läst vid masterprogrammet i Teatervetenskap.